# Wahagnies
Wahagnies je francouzská obec v departementu Nord v regionu Hauts-de-France. Žije zde přibližně 2 600 obyvatel.

## Geografie
Obec leží u hranic departementu Nord s departementem Pas-de-Calais.

### Sousední obce
| Růžice kompasu |                            | Phalempin  | La Neuville | Růžice kompasu |
| Růžice kompasu | Libercourt (Pas-de-Calais) | Sever      | Thumeries   | Růžice kompasu |
| Růžice kompasu | Libercourt (Pas-de-Calais) | Wahagnies  | Thumeries   | Růžice kompasu |
| Růžice kompasu | Libercourt (Pas-de-Calais) | Jih        | Thumeries   | Růžice kompasu |
| Růžice kompasu | Oignies (Pas-de-Calais)    | Ostricourt |             | Růžice kompasu |